# Kullervo (opera)

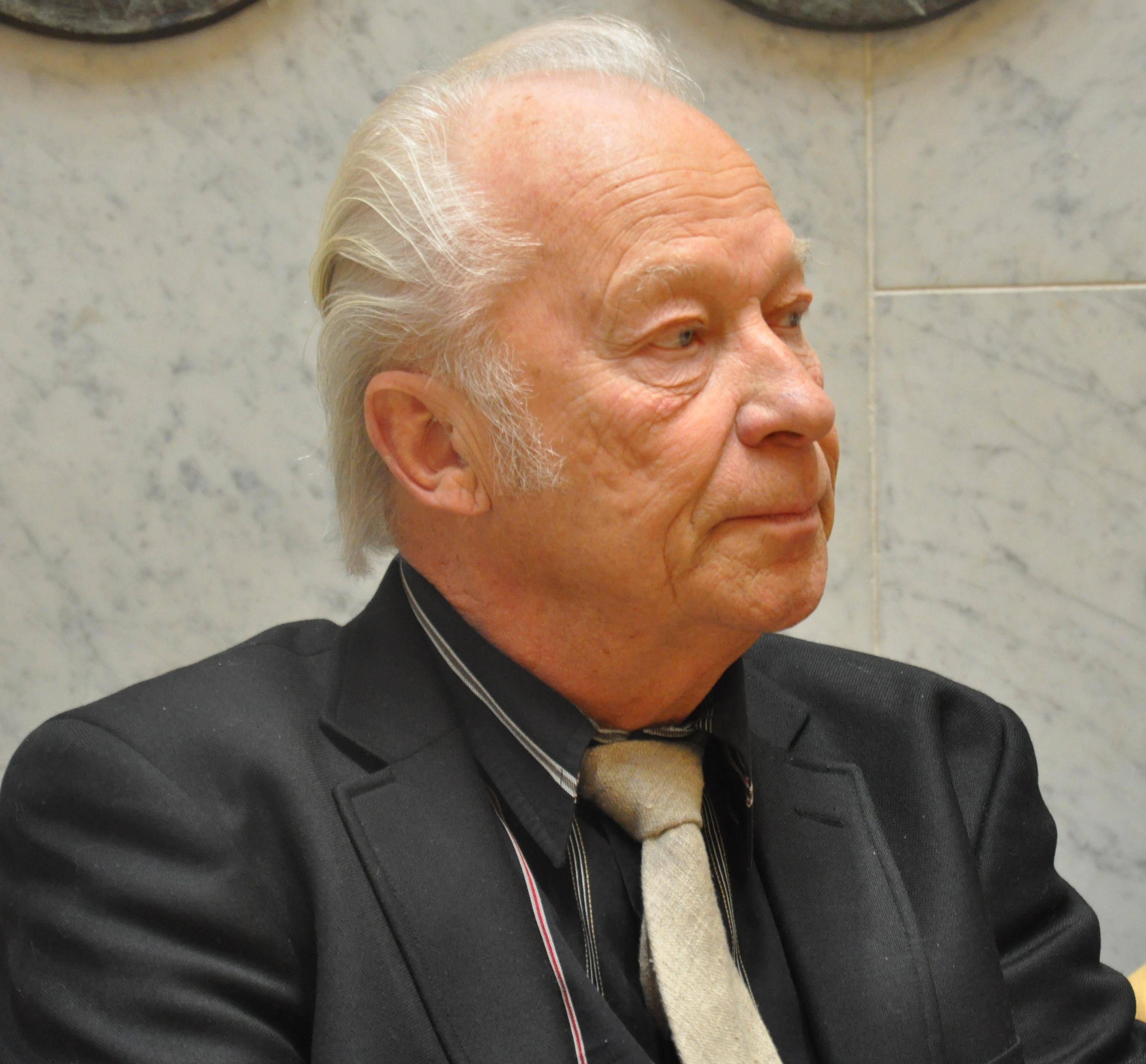
Aulis Sallinen

Kullervo är en finsk opera i två akter med musik och libretto av Aulis Sallinen efter historien om hjälten Kullervo i det finländska nationaleposet Kalevala (där Kullervo är huvudfiguren i sångerna ("runor" i finsk folkdiktning) 31-36), samt på pjäsen Kullervo (1864) av Aleksis Kivi.

## Historia
Kullervo var Sallinens fjärde opera och tillkom under åren 1986-88.  
I september 1988 fullbordade Sallinen partituret. Operan var ett beställningsverk av Finlands nationalopera och var tänkt som attraktion vid invigningen av det nya operahuset vid Tölöviken i Helsingfors. Då bygget blev försenat flyttades premiären till Los Angeles i samband med 75-årsfirandet av Finland som oberoende stat.
Kullervo uruppfördes 25 februari 1992 på Los Angeles Music Center med solister, kör och scenproduktion från Finlands nationalopera, samt orkester från Los Angeles Chamber Orchestra under ledning av Ulf Söderblom. Uppsättningen spelades in på CD med märket Ondine Records.
Operan invigde emellertid planenligt operahuset i Helsingfors, men först 1993. Från premiären fram till 2014 har operan satts upp i sex länder, på tre språk, och med över 70 föreställningar. Den första uppsättningen utanför USA och Finlands gavs av Opéra de Nantes i december 1995, med Jorma Hynninen i titelrollen och Koen Kessels som dirigent. Eeva-Liisa Saarinen, Vesa-Matti Loiri och Pertti Makela repriserade också sina roller från urpremiären.
Scenariot till Sallinens femte opera (mellan Kungen reser till Frankrike (Nyslott, 1984) och Palatset (Nyslott, 1995)) bygger på eposet Kalevala samt på pjäsen med samma namn från 1864 av Aleksis Kivi. I en senare intervju reflekterade kompositören över Kung Lear (som han arbetade med för tillfället) och Kullervo, och konstaterade att den tidigare operan "är en väldigt mörk historia - det är den mest Shakespeareanska historia som någonsin funnit i Finland".
En recensent sa "Att kalla Kullervo mörk och brutal gör inte operan full rättvisa" med tanke på kärleken från Kullervos moder, vänskapen med Kimmo, till och med humor från jägaren. Å andra sidan beskrev en annan recensent premiären som "en opera som inte sparar på krutet, eller får en att känna sig - såsom med verken av Janáček; så deprimerad vid anblicken av världen [...]  men ändå inspirerad och till och med upplyft av den opassionerade passionen med vilken den åsikten uttrycks".
Musiken har "en stark tonal bas" och "färgrika effekter uppbyggda med fantasirik instrumentation". En annan kritiker noterade att det "finns inte en enda överflödig åttondelsnot i Kullervo" och beundrade de "slingrande spiralliknande melodierna [...] egendomliga ostinatofigurerna, utdragna pedaltoner, sardoniskt slagverksartade mönster av ariosokaraktär".
Sallinen var inte den förste finske kompositören som använde sig av historien om Kullervo för musikalisk inspiration; Robert Kajanus skrev en 'Kullervos begravningsmarsch', Op. 3 (1880), Jean Sibelius skrev en tondikt i fem satser Kullervo, Op. 7 (1892) för sopran, baryton, manskör och orkester (senare tillbakadragen av kompositören och ibland refererad till såsom hans 'Kullervo Symfoni') och Leevi Madetoja komponerade ett symfoniskt poem, 'Kullervo', Op. 15 (1913).

## Om operan
I Kullervo (liksom i Kivis pjäs) förekommer det personer som inte återfinns i Kalevala. Librettots struktur bygger mycket på Kivis drama, men dialogen har Sallinen skrivit själv. Direkta citat från Kalevala finns med men då som mytologiska element framförda av kören.
De återkommande elementen i operan är eld och sten. Kullervos tidigaste barndomsminne är när hans hem bränns ner, och operan slutar med att han sätter eld på sig själv. Stenen är symbol för hårdheten. Smedens hustru bakar in en sten i Kullervos matbröd. Genom hela handlingen går Kullervo omkring med en sten istället för ett hjärta. Han är oförmögen att förändra omvärlden; istället formas han av de yttre omständigheterna till den han hårde man han blir. Som motpol till dessa hårda kanter har Sallinen skapat tre sfärer av värme: moderskärleken är den enda osjälviska kärleken; det finns en kraftfull erotisk spänning i det frustrerande förhållandet mellan Kullervo och smedens unga hustru, som når sin kulmen i Kullervos drömmar och föreställningar vilka alla går tillbaka till hans försvunna syster. Den tredje sfären av värme och medkänsla är förhållandet mellan Kullervo och hans bäste vän, den oskyldige och lyriske Kimmo, vilken kulminerar i slutet då Kimmo förlorar förståndet.

## Personer
| Roller                 | Stämma                | Premiärbesättning den 25 februari 1992 (Dirigent: Ulf Söderblom) |
| ---------------------- | --------------------- | ---------------------------------------------------------------- |
| Kullervo               | baryton               | Jorma Hynninen                                                   |
| Unto                   | baryton               | Juha Kotilainen                                                  |
| Kalervo, Kullervos far | bas                   | Matti Salminen                                                   |
| Kimmo                  | Lyrisk tenor          | Jorma Silvasti                                                   |
| Modern                 | dramatisk mezzosopran | Eeva-Liisa Saarinen                                              |
| Systern                | sopran                | Satu Vihavainen                                                  |
| Smedens unga hustru    | mezzosopran           | Anna-Lisa Jakobsson                                              |
| Untos hustru           | alt                   | Paula Etelävuori                                                 |
| Den blinde sångare     | sångröst              | Vesa-Matti Loiri                                                 |
| Förste främlingen      | tenor                 | Matti Heinikari                                                  |
| Andre främlingen       | baryton               | Esa Ruuttunen                                                    |
| Jägaren                | tenor                 | Pertti Makela                                                    |
| Tiera                  | bas                   | Matti Putkonen                                                   |
| Kör                    |                       |                                                                  |

## Handling
Akt I
Prolog

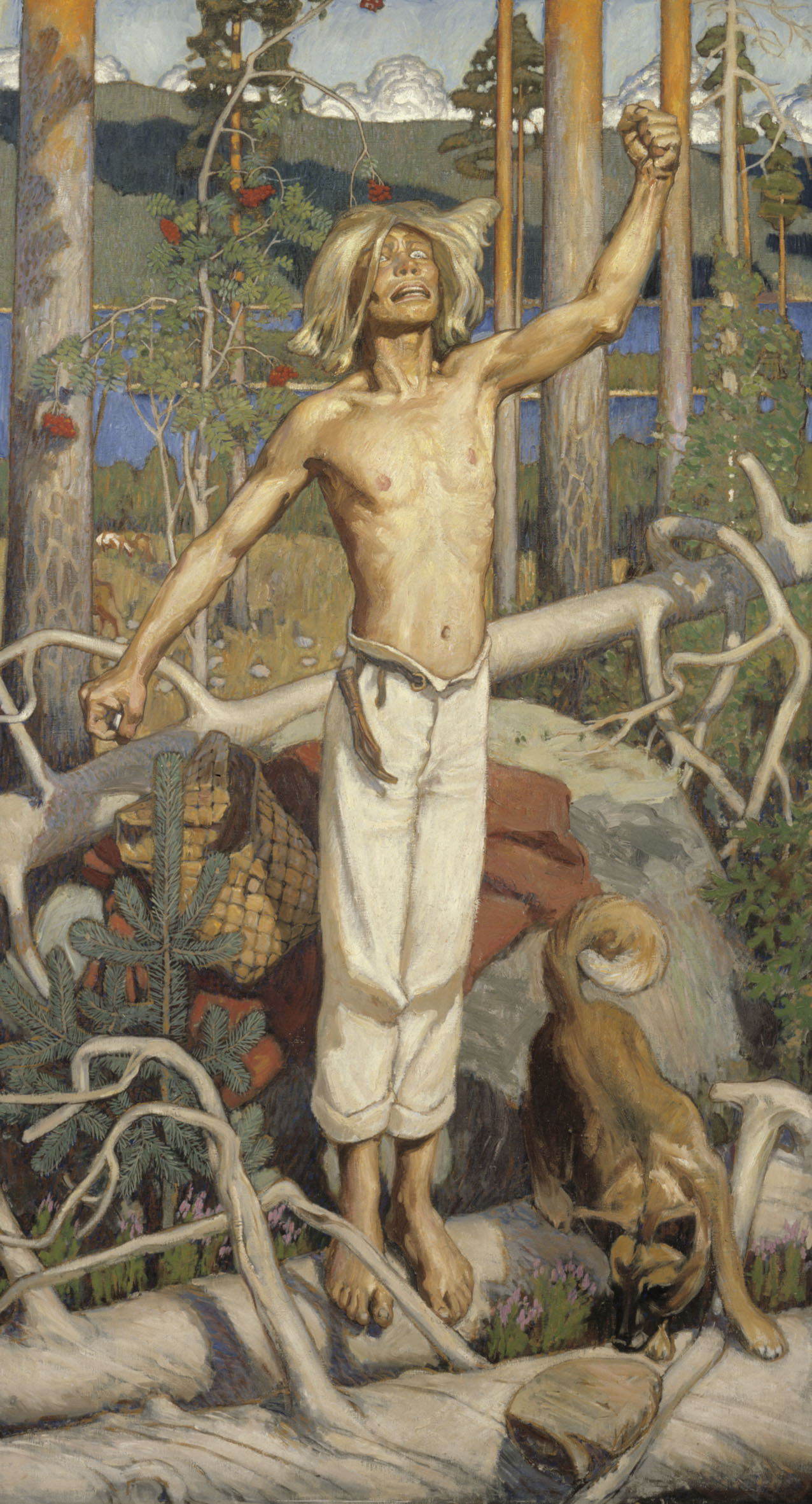
"Kullervos förbannelse" målad av Akseli Gallen-Kallela 1899.

Kören sjunger om den ständiga striden mellan bröderna Kalervo och Unto. Fejden kulminerar när Unto förgör Kalervos hus och familj.
Scen 1.
Untos illdåd plågar hans samvete. Hans hustru förebrår honom för att han inte dödade Kalervos son Kullervo. Kullervo och hans barndomsvän Kimmo är förslavade och ruvar på hämnd. Hans ilska vänds mot Kimmo och han försöker döda sin vän. Untos hustru misstänker att Kullervo är medveten om att Unto förstörde hans faders hus. Hon uppmanar sin man att döda Kullervo, men istället säljer Unto pojken till smeden som lärling.
Scen 2.
Smedens unga fru väntar att Kullervo ska komma tillbaka från djurvallningen. En jägare kommer förbi och avslöjar att Kullervo istället har slaktat all smedens boskap. När Kullervo återvänder grälar han våldsamt med smedens fru och till slut dödar han henne med resterna av sin fars gamla kniv. Knivbladet hade spruckit då det träffade den sten som kvinnan hade bakat in i Kullervos bröd.
Mellanspel
Kimmo har upptäckt att Kullervos fader Kalervo och hans fru mirakulöst nog hade överlevt husbranden. Kimmo ämnar förena Kullervo med hans föräldrar. När Kalervo prisar lyckan sörjer hans fru förlusten av dottern Ainikki som har försvunnit.
Scen 3.
Kullervo som nu är på rymmen kommer ovetande till sina föräldrars hus. De känner inte igen varandra till en början men sanningen uppdagas få Kimmo anländer. På grund av att Kullervo erkänner att han är en mördare vill Kalervo bli av med honom. Men modern kräver att Kullervo ska stanna, hon vill inte förlora sin son igen. Kimmo känner sig personligt ansvarig för det som har inträffat.
Akt II
Scen 4. (Kullervos dröm)
Kullervos raseri, hans förödmjukande och misslyckade affär med smedens hustru och det faktum att han inte kommer överens med fadern - allt detta kommer samman i en dröm. I drömmen möter han den blinde sångaren som sjunger om Kullervos försvunna syster Ainikki som också visar sig i drömmen.
Scen 5.
Kalervo vill inte längre erkänna Kullervo som sin son. Kullervo hämnas genom att avslöja att han ovetande har legat med sin egen syster. Det är nu omöjligt för honom att stanna kvar och Kullervo bestämmer sig för ge sig av och utkräva hämnd genom att bränna ned Untos hus.
Scen 6.
På vägen till Untos hus möter Kullervo Tiera och två främlingar. Även jägaren uppenbarar sig. Kimmo hejdar Kullervo för att berätta att hans föräldrar och syster är döda. Kullervo är fast besluten att utöka hämnden och även döda Untos familj. Efter slakten beger han sig för att leta efter Kimmo i vilken han ser en glimma av hopp och ljus.
Epilog
Kullervo finner Kimmo hemma, ensam och galen. Kimmo säger att han skyndar mot lyckans land, bärande ett viktigt budskap. Han känner inte igen Kullervo utan föreställer sig att han är en Kristus-liknande figur som bär all jordens synder på sina axlar. Kullervo tar farväl av sin vän och kastar sig i elden.

## Orkesterbesättning
- Träblåsinstrument

3 tvärflöjter (flöjt 3 dubblerar på piccoloflöjt), 3 oboer (oboe 3 dubblerar på Engelskt horn), 3 klarinetter, 3 fagotter (fagott 3 dubblerar på kontrafagott)
- Bleckblåsinstrument

4 horn, 3 trumpeter, 3 tromboner, tuba
- Slagverk

Timpani, pukor, träblock, bongotrummor, marimba, vibrafon, klockspel, virveltrumma, bastrumma, tamtam, cymbaler, triangel, tamburin, claves
- Stråkar

Harpa, Violin I, Violin II, Viola, Cello, Kontrabas
- Klaverinstrument

Synthesizer Yamaha DX7 med 15 förprogrammerade röster